# ハプログループJ (Y染色体)
ハプログループJ-M304 (Y染色体)（ハプログループJ-M304〈Yせんしょくたい〉）、系統名称ハプログループJとは、分子人類学で用いられる、人類のY染色体ハプログループの分類のうち、IJのサブクレード（細分岐）の一つで、「12f2.1, L134, M304, P209, S6/L60, S34, S35」の変異で定義づけられる系統である。約48,000年前に誕生した。

## 下位系統
大きくJ1とJ2にわかれる。J1はアラブ人に多くみられ、アラビア半島や北アフリカで多い。J2は肥沃な三日月地帯からトルコ、ヨーロッパの地中海沿岸、中央アジア、南アジアなどに多い。J1は南東人種、J2はアルメノイドの分布と概ね相関している。コーカサスでは民族や地域間の差が大きいが、全体的に見ればJ1もJ2も多い地方の一つとして挙げられる。
- J
  - J*   -
  - J1   L255, L321/PF4646, M267/PF4782
  - J2   M172/Page28/PF4908, L228/PF4895/S321

（系統はHaplogroup Tree 2015　Version: 10.26   Date: 10 April 2015による。）

## 割合

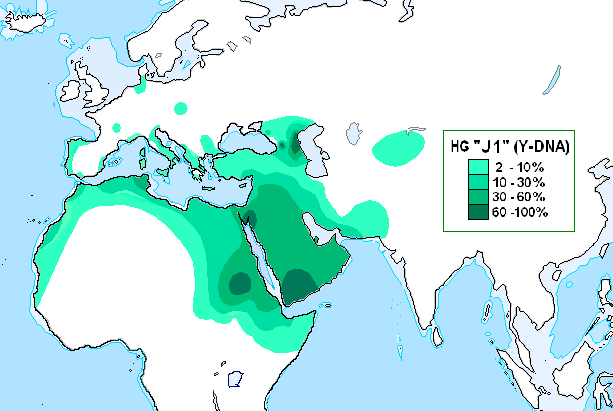
ハプログループJ1の分布

### J*
ソコトラ島71.4%

### J1系統
イエメン76%、サウジアラビア64%、クウェート58%、ダゲスタン56%、アルジェリア35%、イラク33%、チュニジア31%、リビア30.5%、シリア30%、エジプト20%、アシュケナジーユダヤ人20%など。

### J2系統
イングーシ人88.8%、グルジア北東部72%、チェチェン人56.7%、イタリアCentral Marche 35.6%、ウイグル人34%、ウズベク人30.4%、キプロス30-37%、レバノン30%、イラク（アッシリア人、マンデ人、アラブ人）29.7%、シチリア島22.6%、アゼルバイジャン人24%-48%、シリア22.5%、クルド人24-28%、イラン人23%、トルコ24.6%、ギリシャ・クレタ島35%、アシュケナジーユダヤ人24%、セファルディーユダヤ人29%、ドラヴィダ人（カースト）19% など。